# Бранди, Карл
Карл Бранди (нем. Karl Maria Prosper Laurenz Brandi; 20 мая 1868, Меппен, Нижняя Саксония — 9 марта 1946, Гёттинген, Нижняя Саксония) — немецкий историк-медиевист. Профессор Геттингского университета (1902—1936).
Сын школьного учителя.
В 1890 году защитил докторскую диссертацию.
В 1895 году хабилитировался в Геттингене.
С 1897 года — преподаватель Марбургского университета.
В 1902—1936 годах — профессор средневековой и современной истории в университете Геттингена.
Участник Первой мировой войны.
Членкор Берлинской академии наук (11.06.1936).
Почётный член Венгерской академии наук (1938).
Автор фундаментальной монографии, посвящённой Карлу V.